# Sevda Valiyeva
Pour les articles homonymes, voir Valiyev.
Sevda Valiyeva (en azéri : Sevda Rasim qızı Vəliyeva ; née le 24 décembre 1997 à Bakou) est une judokate handisport azerbaïdjanaise.

## Biographie
Sevda Rasim gizy Valiyeva prend la deuxième place aux  Jeux de la solidarité islamique de 2017 en mai 2017, s'inclinant en finale face à sa compatriote Afag Sultanova. La même année Velieva devient  championne d'Europe parmi les aveugles et malvoyants à Walsall.

## Jeux paralympiques
Après le titre européen en 2017, Sevda Valiyeva remporte le titre paralympique en 2021. Elle est médaillée d'argent aux Championnats d'Europe 2019 parmi des aveugles et malvoyants et championne des Jeux paralympiques d'été de 2020 à Tokyo.
En 2018, aux Championnats du monde pour aveugles et malvoyants dans la ville d'Odivelas (Lisbonne), Veliyeva, au sein de l'équipe féminine azerbaïdjanaise, devient médaillée de bronze dans le tournoi par équipe.
En mai 2021, Veliyeva remporte le Grand Prix de Bakou parmi les aveugles et malvoyants, battant tour à tour la Brésilienne Ana Lucia Araujo et la Turque Zeynep Celik. Pour ses premiers Jeux paralympiques, Valiyeva remporte l'or en 57 kg en battant l'Ouzbèke Parvina Samandarova.
Avant la performance de Veliyeva, le secrétaire général du Comité paralympique d'Azerbaïdjan, Kamal Mammadov, l’appelle au cabinet médical, où il déclare que Veliyeva ne serait pas autorisée à participer à la compétition, car une chute infructueuse pourrait la priver de sa vision. en raison du fait que le fond d'œil de l'athlète subissait un processus de cristallisation. Ce n'est qu'après que Velieva signe un document affirmant qu'elle assumait l'entière responsabilité de sa santé qu'elle est autorisée à se produire.

## Décoration
Par arrêté du président de la République d'Azerbaïdjan Ilham Aliyev du 6 septembre 2021, Sevda Veliyeva reçoit l'Ordre « Pour le service à la patrie, 1er degré » pour ses hautes réalisations aux XVIes Jeux paralympiques d'été de Tokyo et ses services dans le développement du sport azerbaïdjanais,